# Котурни
Котурните (от древногръцки κόθορνος kóthornos) са вид обувки на платформа. Първоначално е била завързана ловна обувка с висока подметка на Дионис, а по-късно става част от костюма на актьорите на древногръцката трагедия. През II век пр.н.е подметките са от корк и са толкова дебели, че почти приличат на кокили, което е особено вярно за Древен Рим.
Високите котурни също са част от италианската мода през XV и XVI век, особено във Венеция, както и от испанската мода от края на XVI и началото на XVII век. Тогава обаче се наричат алегорично шопен, от испански chapín. Дамите ги носят под конична пола с обръч, за да изглеждат по-високи и по-слаби. Котурните обаче не се виждат, защото полата е направена по-дълга от необходимото, а това прави краката да изглеждат необичайно дълги.
В преносен смисъл терминът Котурн се използва и за самата трагедия.
Терминът Котурн може да се намери и в заглавието на списанието „Maske und Kothurn“, издавано от Института за театрални, филмови и медийни изследвания към Виенския университет.Тук идва и остарялата фраза: да върви с високи котурни, е като да се говори с трагичен патос.
Обувки, сабо, сандали на висока и масивна платформа често се връщат като модна част не само от дамското, но и от мъжкото облекло.[неблагонадежден източник]